# کوهستان سراسری جنوبگان
کوهستان سراسری جنوبگان (انگلیسی: Transantarctic Mountains) که با نام اختصاری (TAM) شناخته می‌شود، شامل یک رشته‌کوه در جنوبگان است که گسترش بریده‌بریده همراه با وقفه در سراسر قاره از دماغهٔ ادر در شمال سرزمین ویکتوریا به سرزمین کوتس دارد، این کوهستان جنوبگان خاوری را از جنوبگان باختری جدا می‌کند، این رشته در برگیرندهٔ نام‌های جداگانه‌ای است که تشکیل گروه‌های متفاوت را می‌دهد که بیشتر آن‌ها دوباره به محدوده‌های کوچک‌تر تقسیم می‌گردند.